# Снохомиш (Вашингтон)
Снохомиш (енгл. Snohomish) град је у америчкој савезној држави Вашингтон. По попису становништва из 2010. у њему је живело 9.098 становника.

## Демографија
Према попису становништва из 2010. у граду је живело 9.098 становника, што је 604 (7,1%) становника више него 2000. године.
| Група             | 2000.         | 2010.         |
| Белци             | 7.742 (91,1%) | 7.770 (85,4%) |
| Афроамериканци    | 43 (0,5%)     | 44 (0,5%)     |
| Азијати           | 106 (1,2%)    | 195 (2,1%)    |
| Хиспаноамериканци | 330 (3,9%)    | 724 (8,0%)    |
| Укупно            | 8.494         | 9.098         |